# Станіслав Бадені
Станіслав Марцін Бадені (пол. Badeni Stanisław Marcin; 7 вересня 1859, с. Сурохів, біля Ярослава, нині Польща — 12 жовтня 1912, Радехів, нині Львівська область, Україна) — польський громадський діяч, політик, граф. Доктор права й філософії. Брат Казимира Бадені. Представник роду магнатів Бадені.

## Біографія
Син графа Владислава Бадені та його дружини — графині Цецилії Міер (Мір).
Середні школи відвідував у Кракові. Закінчив Ягеллонський університет — правничий та філософський відділи, тут захистив докторат з права та філософії. Працю розпочав зі служби в суді (1 рік). після одруження з цьотечною сестрою графинею Цецилією Міер осів у Радехові, вів господарювання в маєтку.
1883—1912 — посол (депутат) Галицького крайового сейму (від округу № 30 Бучач — Монастириськ, IV курія).
1895—1901, 1903—1912 — маршалок Галицького крайового сейму.
Від 1891 — член Палати панів австрійського рахйсрату.
Один із лідерів станьчиків. Затятий ворог панславізму й москвофілів, принциповий прихильник народовців і польсько-української співпраці, намагань українців збільшити кількість українських сеймових мандатів (чого вдалося досягти після його смерті 1914 року).
Громадська думка в міжвоєнній Польщі покладала на нього відповідальність за сприяння швидкому прогресові українського руху в Галичині, який нібито і призвів до українсько-польської війни 1918—1919 років.
1893 року купив у дідича Коропця Альфреда (сина Альфреда) Мисловского гербу Равіч маєток в містечку. Незадовго перед смертю заповів його сину Станіславові Генрику. 1907 року було занотовано роботи з будівництва каплиці в Новосілці Коропецькій (фундатор — Станіслав Бадені, надав земельну ділянку для неї, оплатив матеріяли, роботу будівельників). В кінці ХІХ ст. надав кошти для реставрації костелу в Коропці. 1912 року офірував костелові в Порховій 5 морґів поля (віддалені на 3 км від центру села), на яких стали малий камінний млин, будинок мельника, стодола.
Бадені - графський рід волоського походження, що носить герб Бонча. Родоначальник роду, Казимир Станіслав, отримав графський титул в Австрії 8 листопада 1845 р. Обидва брати, Казимир Фелікс (1846-1909) і Станіслав Мартин Бадені (1850-1912), обрали політичну кар'єру і досягли вершин влади в Австро-Угорській монархії та Коронному краї Королівства Галичини і Лодомерії - Казимир був прем'єр-міністром австрійського уряду, а Станіслав - національним маршалом Галичини. Окрім цього, обидва вели активну громадську діяльність і спокійне життя землевласників у своїх маєтках: Казимир - у Буську, а Станіслав - у Радзехові. Обидва стали об'єктами зацікавлення українських істориків.
Казимир і Станіслав закінчили елітну гімназію Святої Анни у Кракові, а згодом - юридичний факультет Ягеллонського університету. Станіслав вивчав право та філософію в Ягеллонському університеті. Потім кожен почав будувати свою кар'єру окремо.
Казімєж Фелікс був консервативним політиком. Свою політичну кар'єру він розпочав на посаді старости у Жовкві (1871-1873), потім у Жешуві (1873-1879). Тут він здобув репутацію доброго адміністратора. У 1879 році очолив делегацію Галицького намісництва у Кракові. Після відставки у 1886 році оселився в Буську. Вже через два роки був призначений намісником Галичини (1888-1895). Варто зазначити, що він був депутатом Галицького національного сейму 5-го, 6-го, 7-го, 8-го і 9-го скликань. У 1888 році